# دنیز کمبل (بازیکن فوتبال)
دنیز کمبل (انگلیسی: Denise Campbell؛ ‏ تلفظ: ‎/ˈkæmbəl/‎؛ ‏ زادهٔ ۱۵ اکتبر ۱۹۷۹) بازیکن فوتبال اهل بریتانیا است.